# Ophiopristis procera
Ophiopristis procera är en ormstjärneart som först beskrevs av Jean Baptiste François René Koehler 1904.  Ophiopristis procera ingår i släktet Ophiopristis och familjen knotterormstjärnor. Inga underarter finns listade i Catalogue of Life.